# Lilla Värsjö
Lilla Värsjö är en sjö i Varbergs kommun i Västergötland och ingår i Viskans huvudavrinningsområde. Sjön är 11 meter djup, har en yta på 0,154 kvadratkilometer och är belägen 104,3 meter över havet. Vid provfiske har abborre och mört fångats i sjön.

## Delavrinningsområde
Lilla Värsjö ingår i det delavrinningsområde (635132-129511) som SMHI kallar för Mynnar i Skuttran. Medelhöjden är 84 meter över havet och ytan är 8,27 kvadratkilometer. Det finns inga avrinningsområden uppströms utan avrinningsområdet är högsta punkten. Vattendraget som avvattnar avrinningsområdet har biflödesordning 3, vilket innebär att vattnet flödar genom totalt 3 vattendrag innan det når havet efter 14 kilometer. Avrinningsområdet består mestadels av skog (66 procent) och jordbruk (20 procent). Avrinningsområdet har 0,83 kvadratkilometer vattenytor vilket ger det en sjöprocent på 10,1 procent.